# Max Koner
Max Johann Bernhard Koner, né le 17 août 1854, à Berlin, et mort le 7 juillet 1900, dans cette même ville, est un portraitiste allemand.

## Biographie
Max Koner commence ses études en 1873, à l'Académie des arts de Berlin. Il y fréquente les peintres Eduard Daege et Anton von Werner avant d'entamer un séjour en Italie en 1875. En 1878, ses études achevées, il part vivre à Paris. Quinze ans plus tard, en 1893, il devient professeur à l'Académie. 
À l'origine spécialisé dans les paysages, Koner se consacre davantage à l'art figuratif avant de s’intéresser au portrait. À partir de 1888, il peint régulièrement l'empereur Guillaume II dont il produit une trentaine de portraits, ce qui lui vaut notamment un prix à la Grande exposition d'art de Berlin en 1894.
En 1886, il épouse Sophie Schäffer, l'une de ses élèves, qui deviendra une portraitiste renommée. Il enseigne également à Hermann Struck. Par la suite, il travaille pour les chocolats Stollwerck dont la production est basée à Cologne.
Lorsque Max Koner décède prématurément en juillet 1900 à l'âge de 46 ans, un concours est organisé pour la création de son monument funéraire. Il est remporté par le sculpteur Fritz Klimsch qui représente deux femmes en robe de deuil surplombées du buste de Koner. Le monument sera plus tard détruit.
Outre ses portraits de Guillaume II, Koner conserve une forte réputation pour ceux d'Adolph von Menzel (1890), Andreas Achenbach (1890), Emil du Bois-Reymond (1890), Ernst Curtius (1890), Johannes von Miquel (1893), Eugen Bracht (1894) et Herbert von Bismarck (1899). Au total, son œuvre comprend une centaine de portraits.